# 摩诃殿
29°41′10.2″N 121°16′35.5″E / 29.686167°N 121.276528°E
摩诃殿是中国浙江省宁波市奉化区一处佛堂，位于溪口镇财神弄、中马路交叉口，由蒋中正元配毛福梅建于1931年，供奉武岭蒋氏先祖蒋宗霸，毛福梅死后亦葬于此:31。摩诃殿占地面积7524平方米，建筑由佛殿和墓庐组成。1946年，摩诃殿曾作为武岭学校小学部校舍使用，学校迁出后的1989年曾进行大修:23。2006年，摩诃殿成为全国重点文物保护单位。

## 历史
摩诃殿供奉的是武岭蒋氏先祖蒋宗霸。蒋宗霸为后梁人，是蒋氏南迁宁波的第二代，也是最早迁居溪口附近的蒋氏先祖。蒋宗霸信佛，人称“摩诃居士”，曾拜同乡布袋和尚为师，晚年建鄞县小盘山弥陀寺，死后葬于寺旁:31，蒋氏族人也称其为“摩诃太公”。摩诃殿选址处原名养松园，曾种植有巨松和香樟:50，蒋经国童年时也曾在此玩耍。1931年摩诃殿建造时，毛福梅已与蒋中正离婚，但仍住在蒋氏丰镐房，而摩诃殿则成为毛氏和蒋家女眷念经拜佛的场所。1939年12月12日，毛福梅死于日军轰炸，蒋经国在料理丧事时，认为摩诃殿是母亲生前喜爱的地点，将母亲灵柩暂厝于摩诃殿北:49,50。1941年日军占领溪口后，挖开毛福梅墓并揭开棺木，此后由乡人重新埋葬。
抗日战争结束后，蒋经国选定摩诃殿东侧为毛福梅正式墓地，1946年12月下葬，沈鴻烈、楊森等要员和蒋纬国夫妇出席葬礼:32。当年，摩诃殿改为武岭学校小学部，大殿改为学校礼堂，两侧新建厢房作为教室:23。1947年清明节，蒋中正回乡扫墓时，曾携宋美龄至毛氏墓前行鞠躬礼:161。中华人民共和国成立后，武岭学校小学部改为溪口镇中心小学，1987年迁至原溪口中学所在地:96。文化大革命期间，毛福梅墓遭到破坏，1979年修复:51。摩诃殿于1989年得到维修，重塑蒋宗霸像，恢复了祭祀功能:23。此后，蒋氏后人蒋孝严、蔣友松等人曾至摩诃殿和毛福梅墓祭拜。

## 建筑

摩诃殿平面图

摩诃殿位于溪口镇中心，由殿宇和墓冢两部分建筑组成，东西长132.4米，南北宽53.6米。殿宇坐东朝西，墓冢及墓庐在东南角开门。
殿宇由中轴线上的山门和诵经堂及南北厢房组成。山门为硬山顶建筑，面阔三间深四间，正脊塑“福”字，现有门额“摩诃殿”三字为1989年由奉化书法家孙信德题写。山门两壁有砖雕、木雕和彩绘，月梁、撑栱有浮雕神话故事。诵经堂为摩诃殿正殿，坐西朝东，为两层重檐硬山顶建筑，方头双肩山墙。正脊塑福禄寿三星，殿前后分别有匾额写有“瞻宗留史”和“诵经堂”，殿内塑有蒋宗霸座像。南北厢房各11间，为两层硬山顶建筑，两侧开门，西侧与正门相通，东侧与墓冢相通，两棵树龄500年的樟树为原养松园所留。
墓冢位于殿宇西面，为边长9米的正方形，墓圈为条石砌筑，上有梅兰竹菊浮雕。墓前有方形拜台，卵石铺地，正中有松鹤浮雕。墓前石碑高3.05米，宽1.17米，碑文为吳敬恆题写的“顯妣毛太君之墓”，上款为“男经国敬立”，下款为“吴敬恒拜题”。戴季陶曾经题写“蒋母毛太夫人之墓”，但最终并未使用:160,161。墓前有石库门，门额为“慈园”，内有照壁。墓东有坐北朝南的硬山顶墓庐三间，为后世新建。

## 保护
1979年，中华人民共和国政府拨款修复毛福梅墓在内的四座蒋中正家族陵墓:1007。1987年，溪口中心小学迁出摩诃殿后，摩诃殿进行了大修，重塑蒋宗霸像，内设蒋氏先祖和蒋中正祭祖相关图片展，墓庐中则设置毛福梅和蒋氏父子相关生活照展览:23。2006年第六批全国重点文物保护单位公布时，摩诃殿和蒋母墓、蒋氏宗祠等建筑以“溪口镇建筑群”的名义并入第四批全国重点文物保护单位蒋氏故居。

## 图片

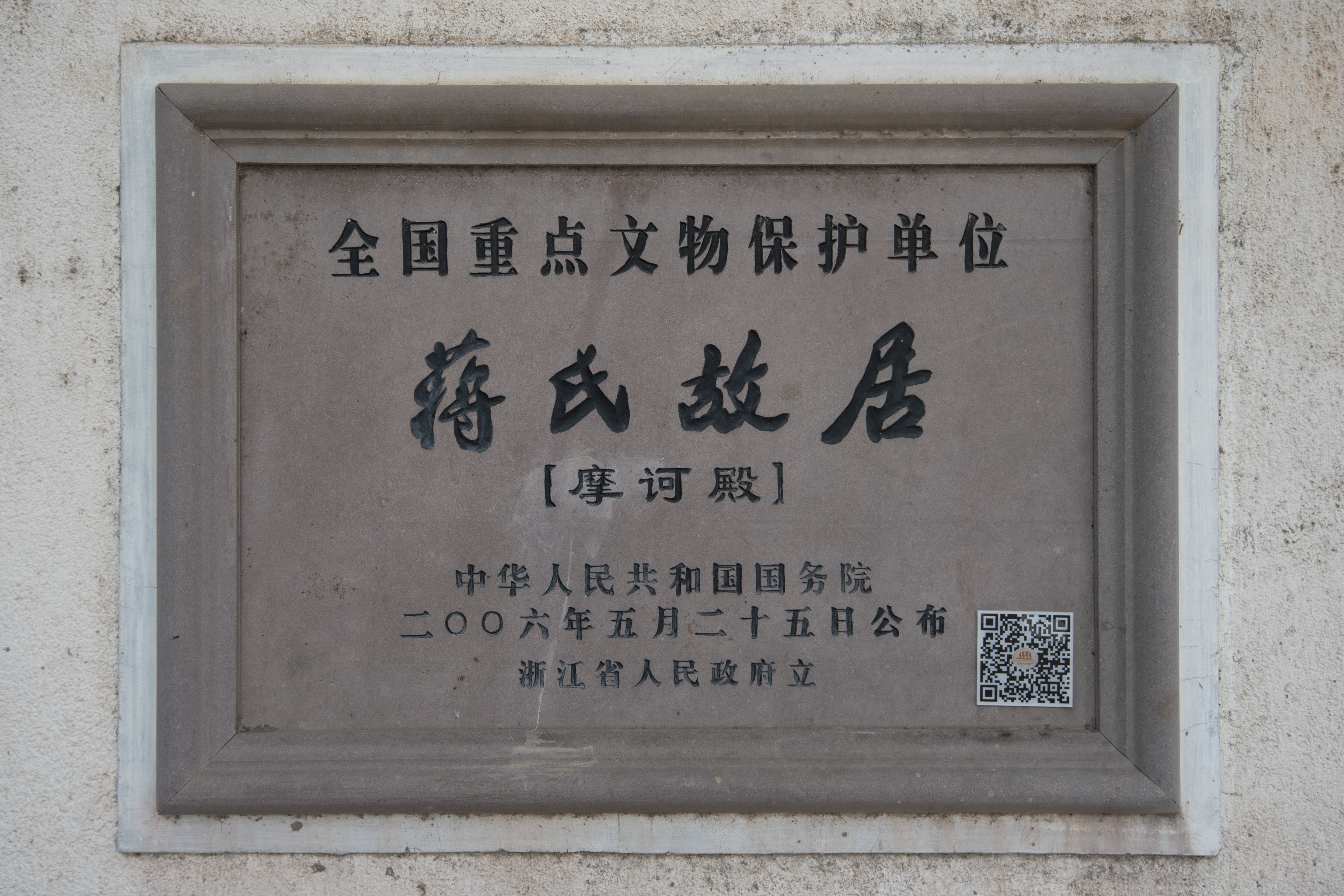
文物保护碑
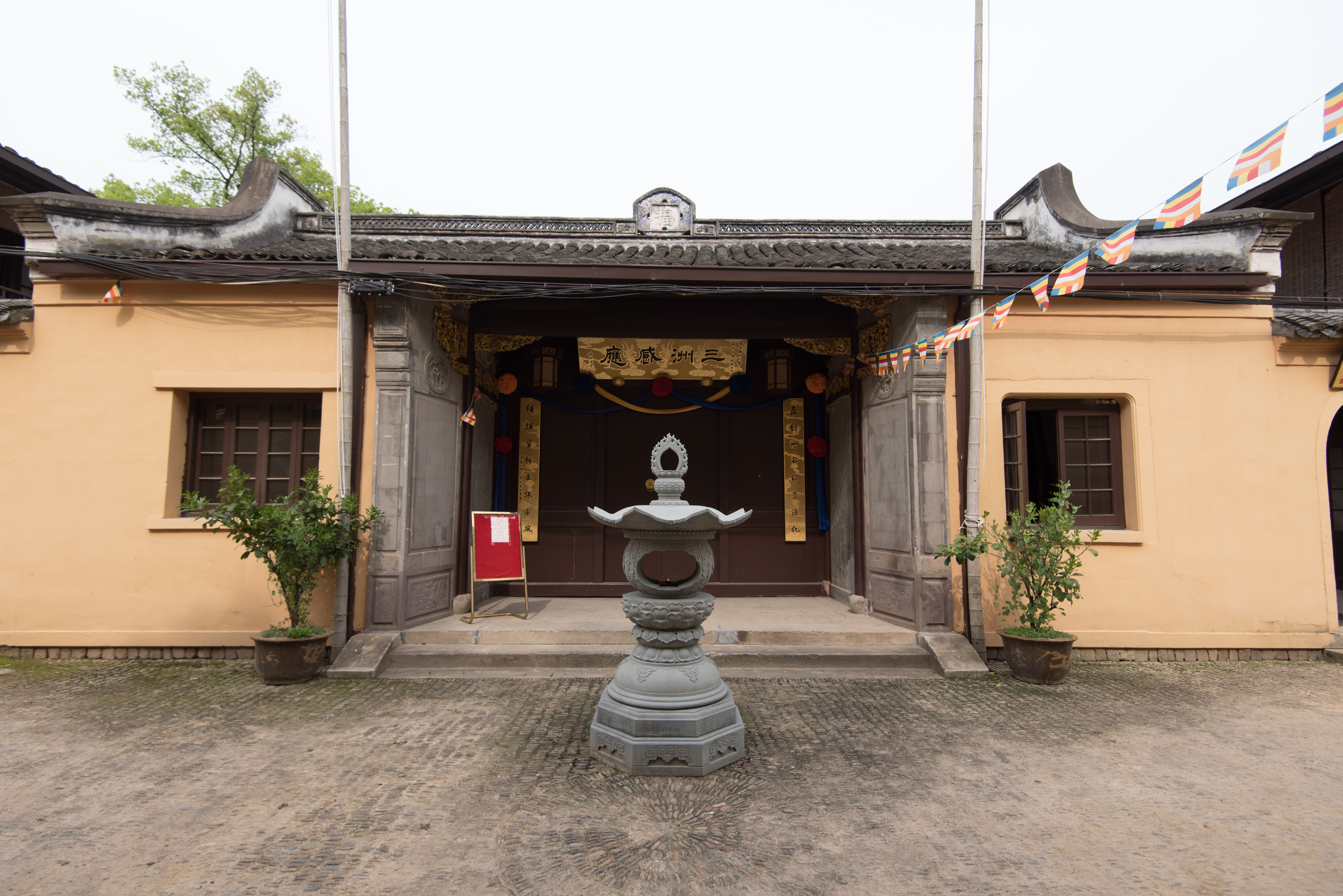
山门
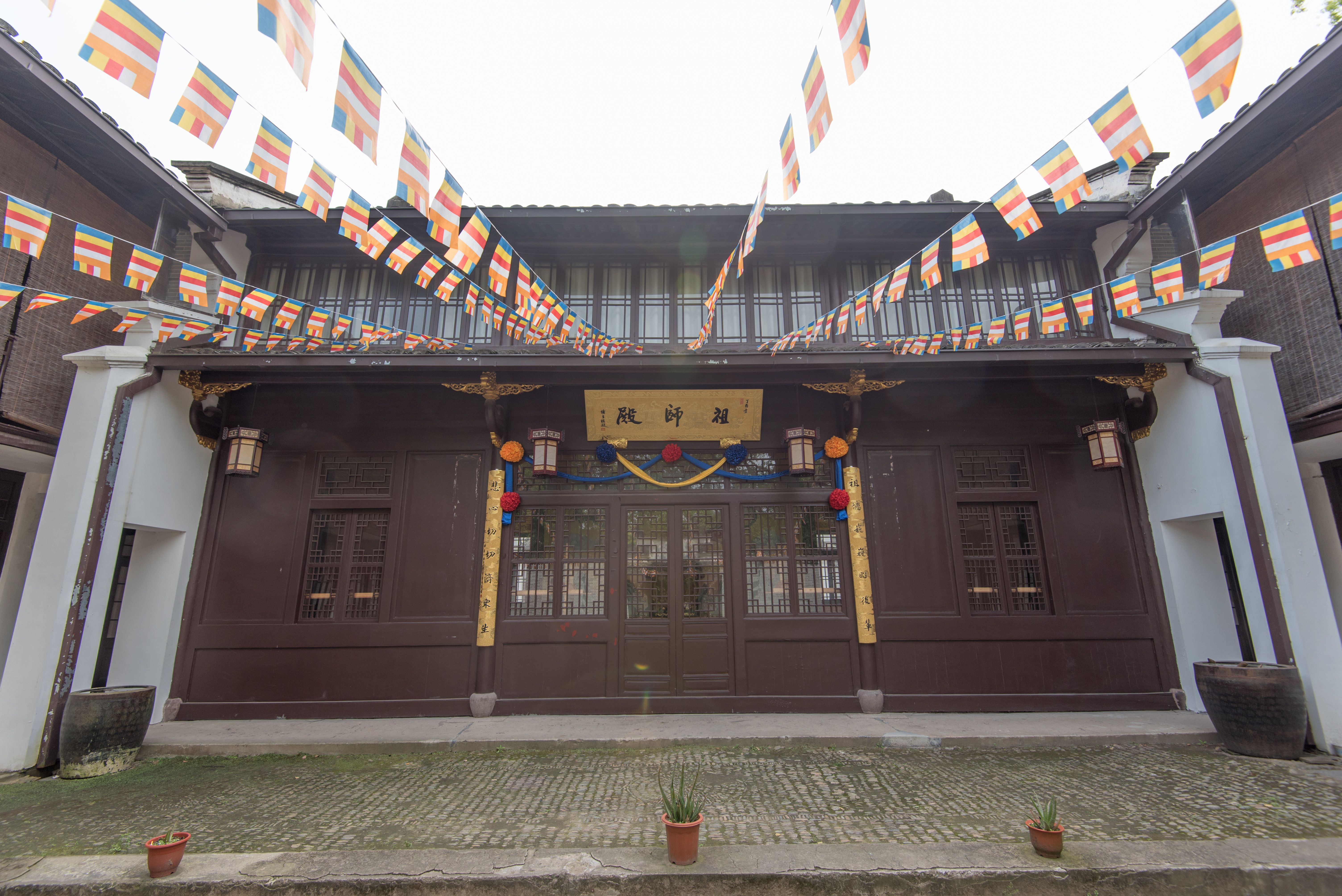
祖师殿
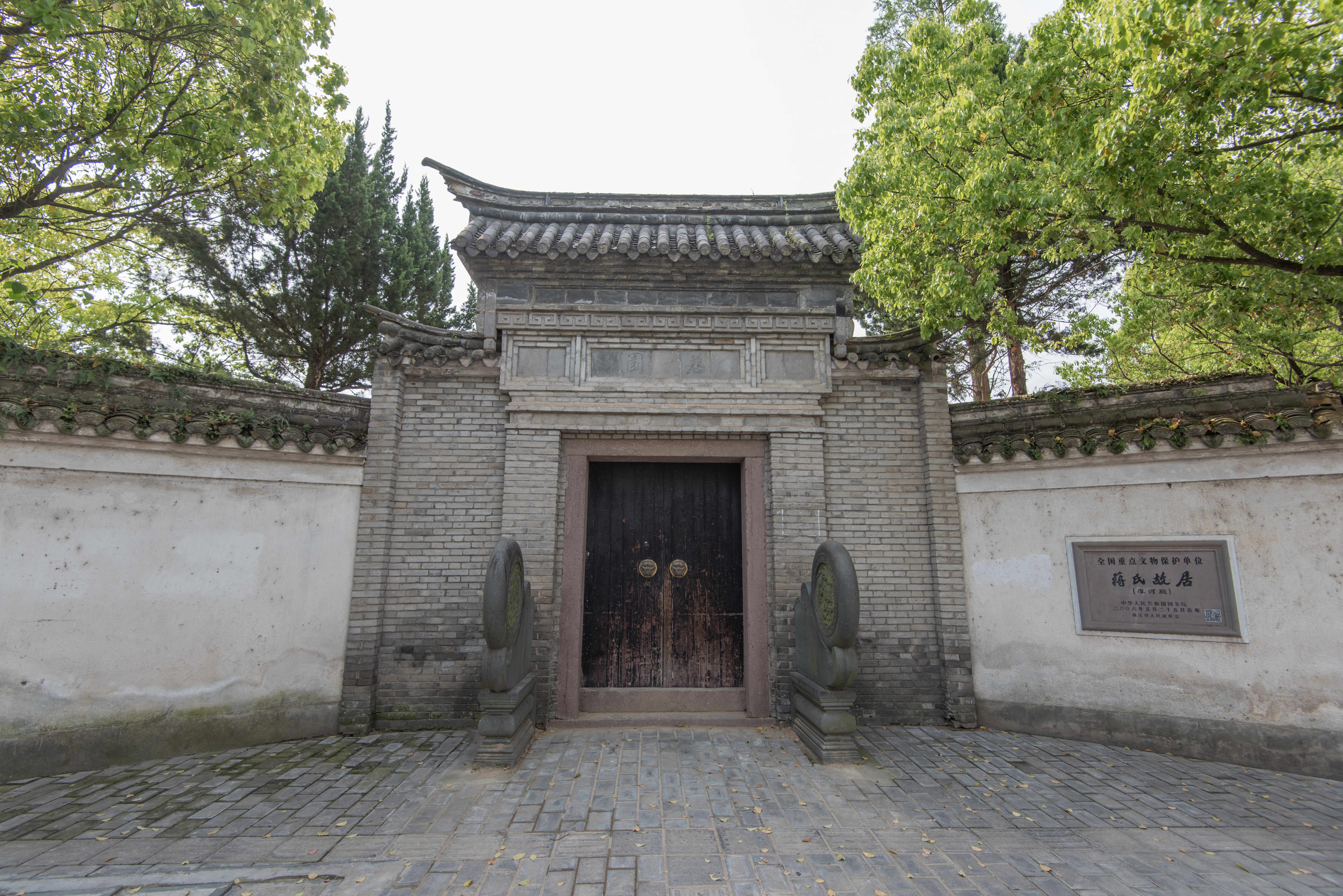
慈园石库门
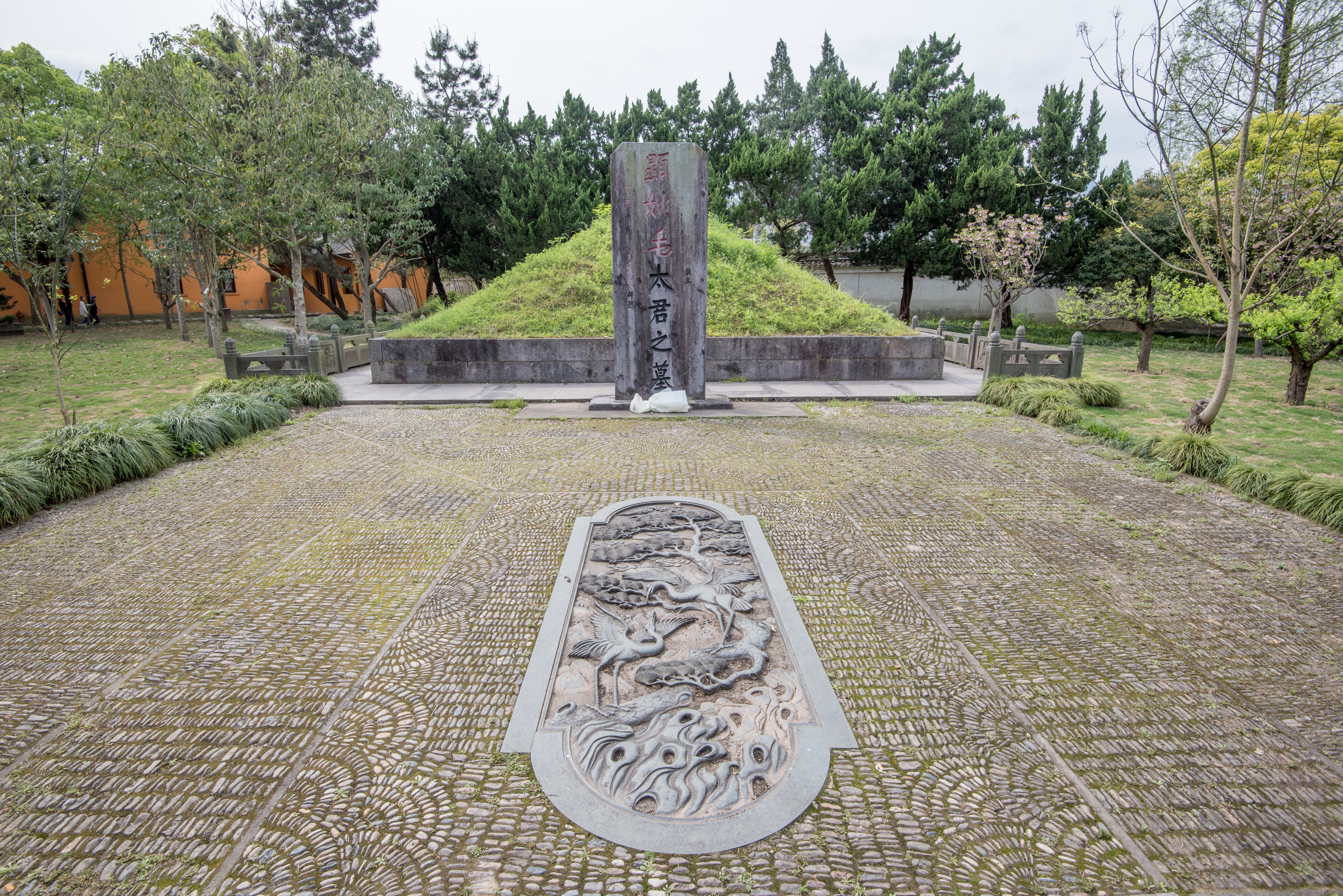
毛福梅墓
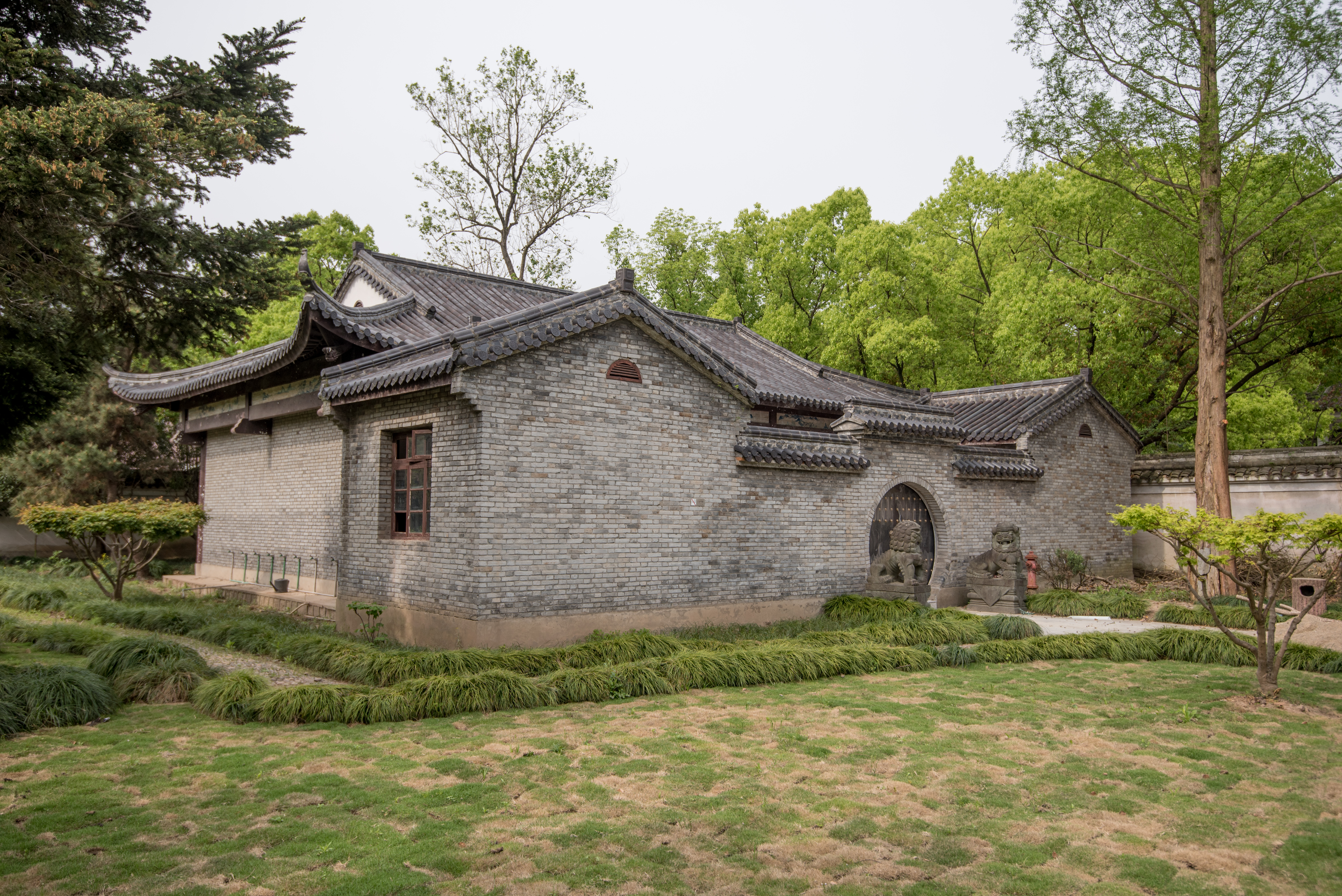
墓庐